# Nordatlantiska driften

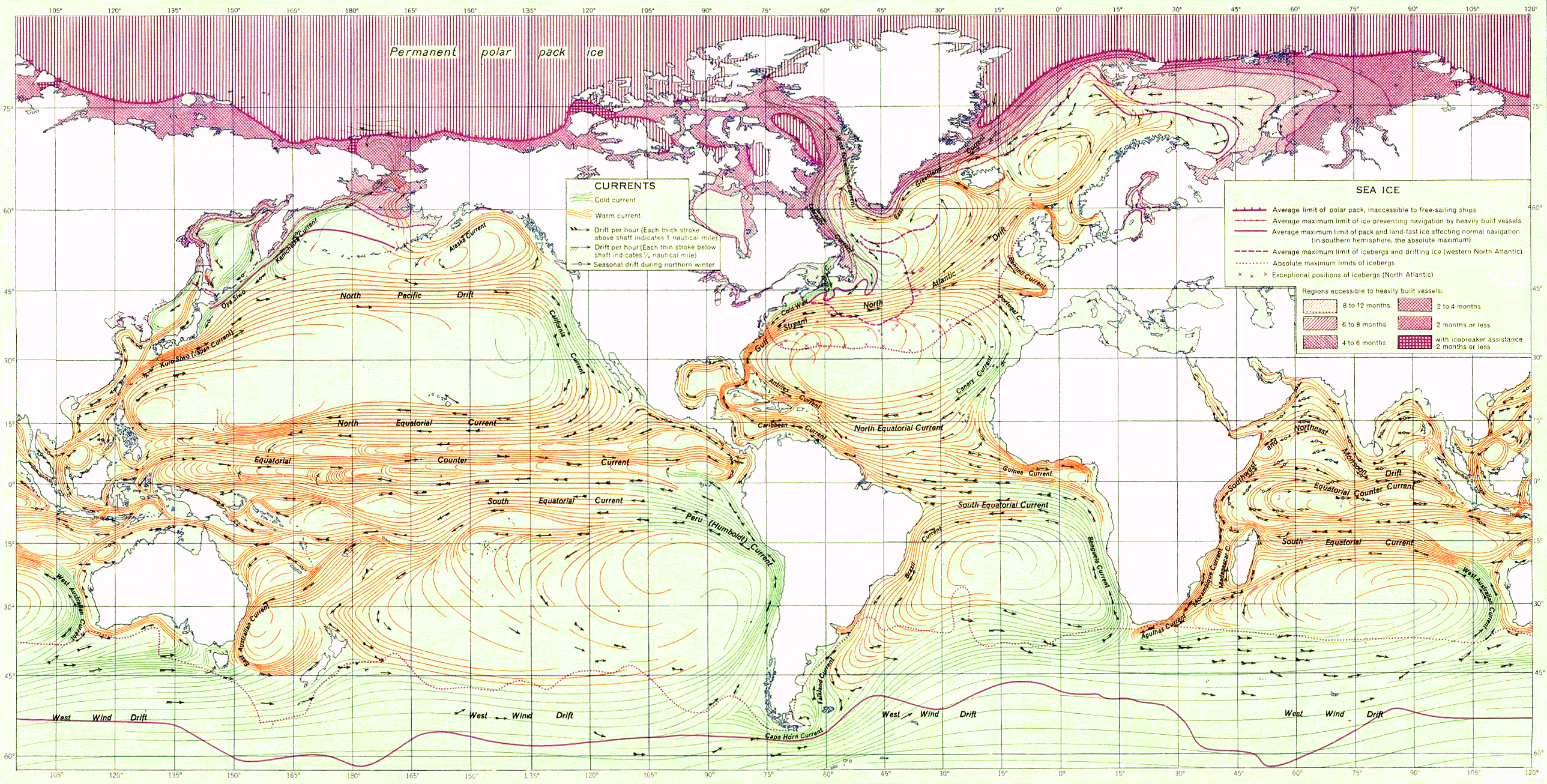
Världskarta som visar havsströmmar

Nordatlantiska driften

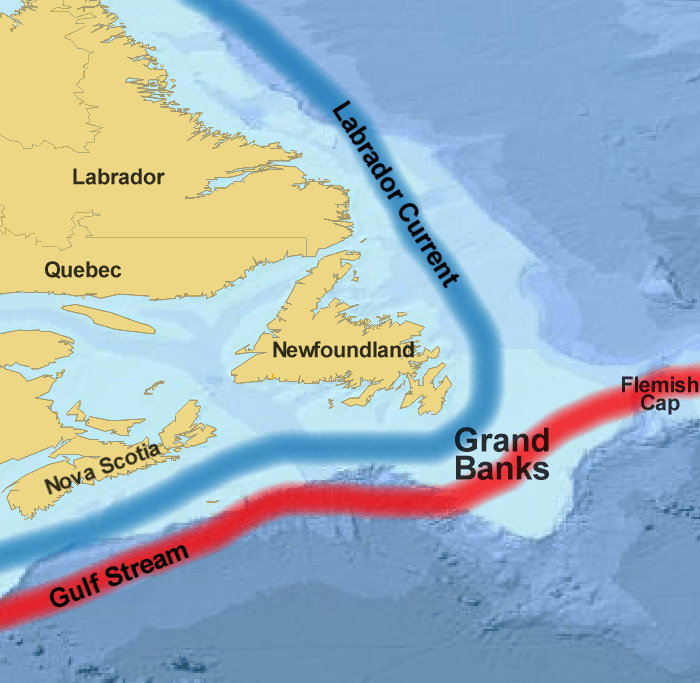
Karta över Newfoundlandsbankarna

Nordatlantiska driften eller Nordatlantiska strömmen är en mäktig och varm havsström som utgör Golfströmmens nordostliga fortsättning. Utanför Brittiska öarna delar sig strömmen i två delar: Kanarieströmmen som böjer av söderut och en huvudgren som fortsätter norrut längs med Västeuropas kuster.
Den nordliga grenen av Nordatlantiska driften delar sig i bland annat Irmingerströmmen och Norska strömmen, som har betydelse för det milda klimatet i Nordeuropa.

## Nordatlantiska driftens rörelse
Nordatlantiska driften är den del av Golfströmmen som svänger norrut vid Southeast Newfoundland Rise, en undervattensrygg som sträcker sig åt sydost från Newfoundlandsbankarna. Nordatlantiska driften strömmar nordost om därom, från 40°N till 51°N, innan den vänder sig rakt österut för att korsa Atlanten. Den för med sig mer varmt tropiskt vatten till nordliga breddgrader än någon annan havsström; mer än 40 Sverdrup i söder och 20 Sverdrup när den korsar Mittatlantiska ryggen. Den når hastigheter på 2 knop nära Nordamerikas kust. Topografin gör att Nordatlantiska driften böjer sig kraftigt, men i motsats till Golfströmmen uppstår inte virvlar i Nordatlantiska driften.

## Möjliga klimatförändringar
Klimatförändringar som den globala uppvärmningen kan ha negativ inverkan på strömmen, eftersom den är beroende av att kallt vatten sjunker ner för att ersättas av strömmens varmare vatten. Med höjda vattentemperaturer i norr minskas detta sug. Den därav följande långsammare vattenströmningen kan ha betydelse för klimatet i nordvästra Europa.